# هتل ایس

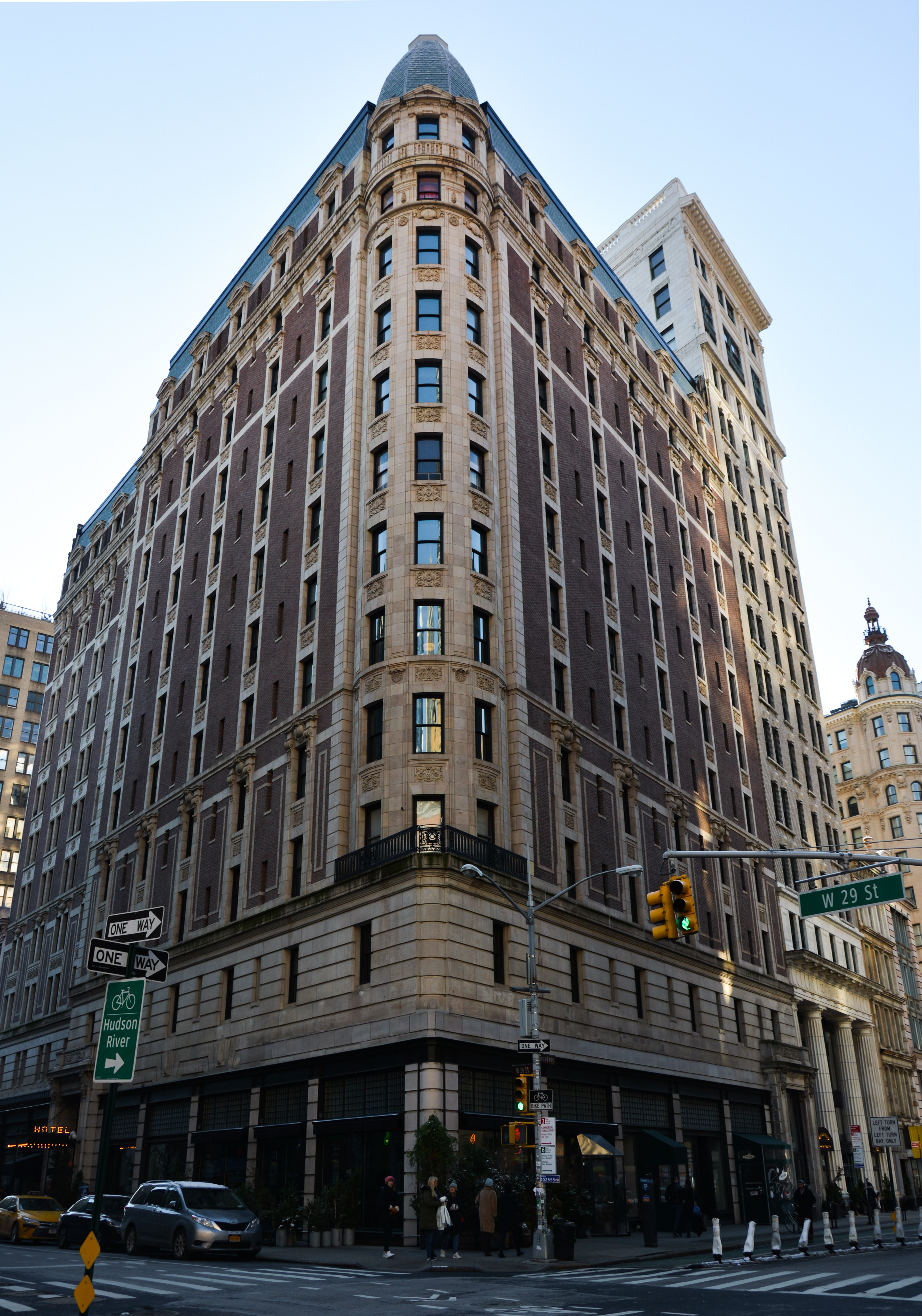
هتل ایس نیویورک

هتل ایس (به انگلیسی: Ace Hotel) برند هتل‌های زنجیره‌ای است که مقر اصلی آن در لس آنجلس قرار دارد. هتل ایس در سال ۱۹۹۹ تأسیس گردید. تمرکز اصلی این مجموعه در ایالات متحده آمریکا است، اما در برخی کشورهای آسیایی و اروپایی نظیر انگلستان هم فعالیت دارد.

## تاریخچه
اولین هتل ایس در سال ۱۹۹۹ افتتاح شد و از سال ۲۰۰۶ با جذب سرمایه‌گذاران جدید توانست در شهرهای بیشتری فعالیت کند، به نحوی که در سال ۲۰۱۹ در آسیا و اروپا هم بازارهایی را در اختیار گرفت. هتل ایس در پاناماسیتی هم فعال است.